# Charitospiza
Charitospiza is een geslacht van zangvogels uit de familie Thraupidae (tangaren). Het geslacht is monotypisch:
- Charitospiza eucosma  – Meesgors